# Jagannath
Jagannath (nep. जगन्नाथ) – gaun wikas samiti w zachodniej części Nepalu w strefie Seti w dystrykcie Bajura. Według nepalskiego spisu powszechnego z 2011 roku liczył on 702 gospodarstwa domowe i 3587 mieszkańców (1849 kobiet i 1738 mężczyzn).